# Krulmosfamilie
De krulmosfamilie (Funariaceae) is  een familie van mossen in de orde Funariales. Ruim 300 soorten zijn opgenomen in de familie, met de meeste in het geslacht Funaria.
Het geslacht Goniomitrium is onlangs verplaatst van de Pottiaceae naar de Funariaceae.

## Kenmerken
De mossen zijn meestal erg klein tot middelgroot en groeien op de grond als eenjarige planten of in kleine kussentjes. Ze zijn acrocarpisch en hebben meestal grote centrale strengen. Het protonema (voorkiem) leeft kort. De bladeren zijn eirond tot lancetvormig. De laminacellen zijn groot, los en glad en rechthoekig tot zeshoekig. De seta is meestal langwerpig, recht of gebogen. De eivormige tot elliptische sporenkapsels zijn verzonken tot uitstekend, rechtopstaand of gebogen, symmetrisch tot sterk asymmetrisch. De sporen hebben een variabele vorm, de calyptra is groot, typisch gelobd en heeft de vorm van een kap.

## Ecologie
De soorten uit de krulmosfamilie groeien voornamelijk op eutrofe standplaatsen, maar altijd op het land.

## Verspreiding
De krulmosfamilie kent een kosmopolitische verspreiding.

## Taxonomie
De tot de orde Funariales behorende families bestaat uit 15 genera en bijna 250 soorten, die in twee onderfamilies opegdeeld zijn:
- onderfamilie Funarioideae, ~240 soorten, wereldwijd
  - Aphanorrhegma, 1 soort, oosten van Noord-Amerika
    - Aphanorrhegma serratum

  - Brachymeniopsis, 1 soort, China
    - Brachymeniopsis gymnostoma

  - Bryobeckettia, 1 soort, Nieuw-Zeeland
    - Bryobeckettia bartlettii

  - Clavitheca, 1 soort, Himalaya
    - Clavitheca poeltii

  - Cygnicollum, 1 soort, Zuid-Afrika
    - Cygnicollum immersum

  - Entosthodon, 85 soorten, wereldwijd
  - Funaria, 80 soorten, soort
    - Funaria hygrometrica

  - Funariella, 1 soort, Europa, Macaronesië
    - Funariella curviseta

  - Loiseaubryum, 1 soort, tropisch Afrika, India, Pakistan
    - Loiseaubryum nutans

  - Nanomitriella, 1 soort, Birma
    - Nanomitriella ciliata

  - Physcomitrella, 2 soorten, noord-Amerika, Europa, tropisches Afrika, Azië, Australazië
    - Physcomitrella patens

  - Physcomitrellopsis, 1 soort, Zuid-Afrika
    - Physcomitrellopsis africana

  - Physcomitrium, 65 soorten, bijna kosmopolitisch
    - Physcomitrium pyriforme

  - Steppomitra, 1 soort, Iran
    - Steppomitra hadacii

- onderfamilie Pyramiduloideae
  - Goniomitrium, 4 soorten, Spanje, Macaronesië, Zuid-Afrika und Australazië
  - Pyramidula, 1 soort, Europa, Noord-Afrika, Israël